# 내셔널 항공 102편 추락 사고

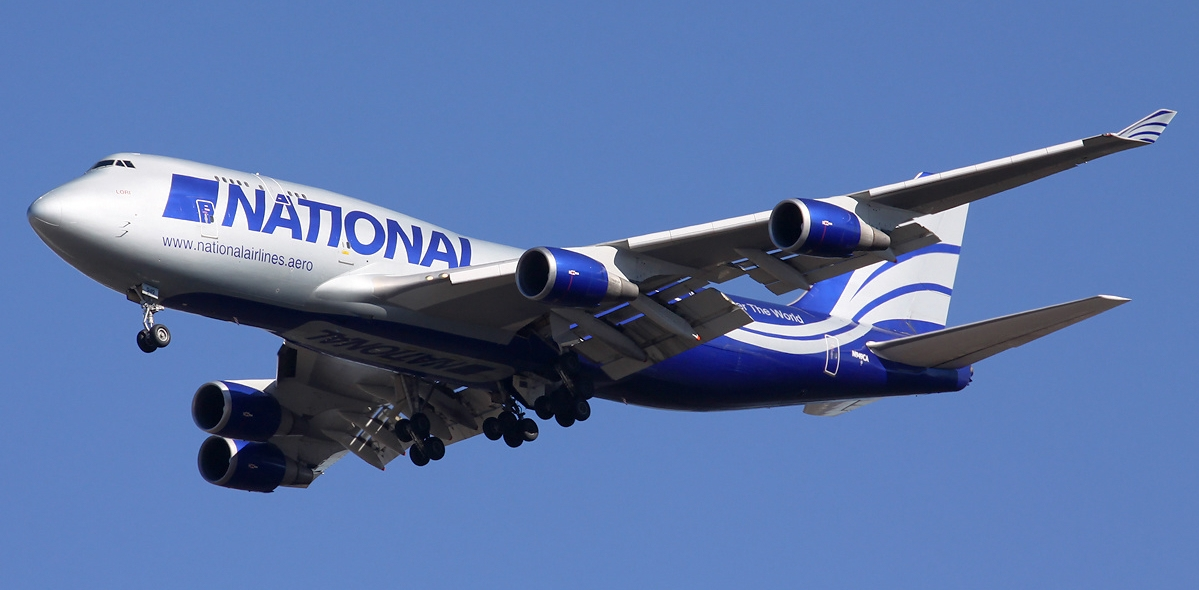

내셔널 항공 102편 추락 사고는 2013년 4월 29일, 아프가니스탄의 바그람 공군 기지를 떠나 두바이 알막툼 국제공항으로 가려던 내셔널 항공 102편(기종 : 보잉 747-428BCF, 기체번호 : N949CA)이 적재 불량(장갑차 5대(3대는 18.8톤~19.0톤, 2대는 12.0톤), 장거리 이동을 위해 과다연료)으로 인하여 이륙 직후 실속으로 추락, 탑승자 전원(승무원 7명)이 사망한 항공 사고이다.

## 같이 보기
- 2010년 필에어 렛 L-410 추락 사고